# Esther Ferrer
Esther Ferrer   (Sant Sebastià, 19 de desembre de 1937) és una artista basca, pionera i una de les principals representants de l'art d'acció (performance) a Espanya.
Nascuda a Donostia i resident a París, va crear amb el pintor José Antonio Sistiaga el "Taller de libre expresión" (1963-1968). El 1967 es va integrar al grup Zaj (dissolt l'any 1996). Individualment destaquen les seves accions i exposicions, reconegudes internacionalment. A aquestes s'hi afegeixen obres radiofòniques i, a partir de 1975, la publicació d'articles a diferents mitjans, com el diari El País o la revista Lápiz. Entre els reconeixements més destacats, l'any 2008 va ser distingida amb el Premio Nacional de Artes Plásticas, i el novembre de 2014, en reconeixement de la seva qualitat de pionera en l'art d'acció a Espanya i per la coherència i rigor del seu treball artístic –interdisciplinari, centrat en la performance i destacat per la conceptualitat i radicalitat de les seves propostes– durant cinc dècades, va rebre el Premio Velázquez de Artes Plásticas al conjunt de la seva obra, un premi que va acceptar tot i no entendre per què l'hi donaven. Aquest darrer premi, dotat amb 100.000 euros, és considerat un equivalent al Premi Cervantes en el marc de les arts plàstiques.
L'any 2017, es va presentar al Museu Reina Sofia una exposició que recollia tota la seva trajectòria artística, des de finals dels anys 60 fins a l'actualitat.

## Ferrer i el Grup Zaj
El grup Zaj es va fundar a Madrid l'any 1964, i estava format per Ramón Barce, Juan Hidalgo i Walter Marchetti. Aquest grup va ser un pioner del happening i la performance a nivell espanyol, tot realitzant accions artístiques en la línia de l'avantguarda europea dels anys seixanta, marcada pel neodadà i Fluxus. El grup estava obert a músics, artistes plàstics i poetes, i treballava sobre la música i la composició, i comptà amb la participació de Tomás Marcos, José Luis Castillejo, Ramón Barce, Manolo Millares o Manuel Cortés. Malgrat el reconeixement internacional, Zaj no fou reconegut a Espanya fins al moment de la seva dissolució l'any 1996, quan s'organitzà una exposició al Museu Reina Sofia.
Esther Ferrer s'afegí al grup l'any 1966 i a partir d'aquell moment la performance passà a ocupar un espai molt destacat dins el conjunt del seu treball artístic, clarament inspirat en el teatre de Bertolt Brecht, on l'absència de ficció i el distanciament provocat en l'espectador tenen com a objectiu l'esclat d'una reflexió crítica, d'una presa de consciència.
El 1984 va fer una exposició a l'Espai 10 de la Fundació Joan Miró, fent una pintura mural en tinta xinesa. L'obra va sorgir d'una experiència formativa de l'artista: un professor de biologia li va explicar el funcionament del cervell com un reguitzell d'ones elèctriques. Això va donar lloc a una peça en què els contorns del seu cos es repetien per les parets com ones fins al límit de la sala d'exposició, i que després s'esborraven gradualment al llarg de la durada de la mostra, com una performance corporal diferida. Tal com explica la mateixa artista: «Es tracta d'un cos que es desplega en l'espai i que un dia desapareixerà».

## Posicionament estètic
| «                | (la performance és com) l'art que combina el temps i l'espai amb la presència d'ún públic que no és un mer espectador, sinó que també participa de l'acció. | » |
| — Esther Ferrer. | |   |

El concepte del temps segons John Cage (duració) és un dels temes fonamentals de les accions de Ferrer, on acostuma a treballar amb materials ordinaris i quotidians. Per a Esther Ferrer, la performance és una presència, no una representació, on tant qui realitza l'acció com l'espectador en formen part. Tanmateix, Ferrer no cerca la participació activa de l'espectador en les seves accions, sinó només la seva reflexió i interpretació que, sigui quina sigui, considerarà vàlida, ja que ella normalment roman callada en les seves accions.
En l'obra de Ferrer hi abunden els autoretrats fotogràfics on es deixa palès l'efecte del pas del temps. L'artista va optar per fotografiar-se a ella mateixa de disposar de models que s'avinguessin a participar dels seus projectes, la impossibilitat econòmica de recórrer a models professionals i la llibertat absoluta a nivell discursiu que li proporcionava el treball sobre ella mateixa.

## Exposicions destacades
Selecció d'exposicions individuals:
- 2022 Esther Ferrer. I Am Going To Tell You About My Life. Opelvillen (Rüsselsheim)[14]

- 2017

Todas las variaciones son válidas, incluida esta, Museu Reina Sofia (Madrid)
- 2014

Esther Ferrer, face B.Image /Autoportrait, Museu d'Art Contemporani del Val-de-Marne (MAC/VAL)
- 2009

Dans e cadre de l'art núm. 3', Galeria da Vinci, París
ARCO, Madrid
- 2008

En el marco del arte, Galería Trinta, Santiago de Compostel·la
Al ritmo del tiempo, Galeria Àngels-Barcelona, Barcelona
- 2007

Museu Nacional de Belles Arts, Rio de Janeiro
TRANSacciones, Museu Universitari de Ciència i Art (MUCA), Roma (Mèxic)
- 2005

Al ritmo del tiempo, Koldo Mitxelena, Donostia, Círculo de Bellas Artes, Madrid
- 2003

Suelo para el Parque del Prado, Vitòria
- 2001

Museu d'Art Contemporani de Roskilde (Dinamarca)
- 1999

Experimental intermedia, El Huis, Gant
Biennal de Venècia
- 1998

De la acción al objeto y viceversa, Centre Andalús d'Art Contemporani, Sevilla
- 1996

Le poème des nombres premiers II, Galeria Satellite, París
- 1993

Objet contextualisé/Obje decontextualisé, Galeria J. et J. Donguy, París
- 1986

Instalación basada en los números primos, Fondation Danae, Pouilly
- 1984

Perfiles, Espai 10, Fundació Joan Miró, Barcelona